# Femmes, Église, Monde
Femmes, Église, Monde (en italien : Donne, Chiesa, Mondo) est un magazine féminin publié au Vatican, fondé par Lucetta Scaraffia en mai 2012. Il est publié en supplément du quotidien du soir L'Osservatore Romano.

## Histoire
L'historienne et écrivaine Lucetta Scaraffia crée le magazine en 2012, soutenue par le directeur de L'Osservatore Romano de l'époque, Giovanni Maria Vian (it), dont elle est proche,. Il compte 40 pages en couleur avec une mise en page sobre. L'objectif de Scaraffia est de « traiter avec une grande liberté de ton des femmes dans le monde chrétien » et, pour le financer, elle obtient une subvention de la poste italienne contre trois pages de publicité dans chaque numéro. Aucune des participantes au magazine ne se salarient, elles gardent un emploi séparé et ne sont payées que pour les articles qu'elles produisent.
Le pape François félicite l'équipe de rédaction après la publication du troisième numéro.
Le magazine publie de nombreux textes à propos de la spiritualité et la théologie, ainsi que des thèmes féministes. Il se fait particulièrement remarquer en mars 2018 avec un article sur l'exploitation des religieuses au sein de l'Église catholique, puis en février 2019 lorsqu'il dénonce les viols perpétrés par des prêtres sur des religieuses et le fait que celles-ci soient forcées à avorter secrètement ou à avoir des enfants non reconnus par leur père.
En mars 2019, un mois après la publication de l'enquête sur des viols de religieuses par des prêtres, Scaraffia écrit une lettre au pape, rendue publique le 26 mars 2019,. Elle y annonce la fin du magazine : « Nous jetons l'éponge parce que nous nous sentons entourées par un climat de méfiance et de délégitimation progressive ». Elle démissionne ainsi que toutes les femmes du comité de rédaction sauf deux,,. Elle rend également public l'éditorial du magazine d'avril, dans lequel elle accuse la nouvelle direction de L'Osservatore Romano de vouloir l'affaiblir. Elle dénonce « un climat de méfiance et de délégitimation progressive » dans le but de retourner « à l'ancienne et aride coutume du choix venu d'en haut, sous le contrôle direct d'hommes, de femmes jugés fiables ». Andrea Monda, le directeur de L'Osservatore, déclare dans un communiqué n'être jamais intervenu dans le magazine, se limitant à des suggestions de thèmes à aborder. Le 29 mars 2019, le rédacteur en chef de La Croix International, Robert Mickens, réagit à l'annonce en pointant du doigt le comportement de Scaraffia, accusée de vouloir contrôler le magazine ainsi que certaines rubriques de L'Osservatore, et d'avoir annoncé une démission de tout le comité de rédaction alors que deux de ses membres n'étaient pas d'accord.
Dans un communiqué du 30 avril 2019, L'Osservatore Romano annonce la reprise des publications grâce à un nouveau comité de rédaction composé de 14 femmes, dont la journaliste Rita Pinci, nommée coordinatrice,. Celle-ci annonce qu'elle travaillera « de manière collégiale et dans un esprit de partage des différents talents et compétences des femmes ».

## Contenu
Le magazine publie de nombreux articles biographiques consacrés à des figures féminines connues de la tradition chrétienne. Il présente des interprétations de passages évangéliques en faveur des femmes, et cherche à remettre en question les stéréotypes dépréciateurs de la femme véhiculés par la tradition chrétienne.
En septembre 2024, Femmes, Église, Monde consacre un numéro à l'« exode silencieux » des femmes de l'Église. Ainsi, selon un sondage, 33 % des Italiennes de moins de 30 ans se revendiquent catholiques, contre 66 % en 2014.